# Le Supplice de Tantale
Le Supplice de Tantale est le onzième épisode de la saison 1 de la série télévisée Stargate SG-1.

## Scénario
Daniel Jackson visionne des cassettes nouvellement reçues par le SGC sur les premiers travaux relatifs à la porte des étoiles. Dans l'une d'elles, il s'aperçoit qu'un homme était déjà parvenu à traverser la porte, alors que les rapports disaient que personne n'avait jamais réussi. Daniel décide de se renseigner auprès de Catherine Langford, la fille du chef de projet. Il se trouve que l'explorateur s'appelait Ernest Littlefield et était le fiancé de Catherine. Celle-ci, apprenant qu'il pourrait être encore en vie, convainc SG-1 de traverser la porte avec elle.
Ils débouchent de la porte dans une sorte de château en ruine, bâti au bord d'une falaise au-dessus de la mer. Là, ils rencontrent Ernest qui, après l'émotion des retrouvailles, montre à Daniel une salle où sont gravés 4 textes, écrits dans des langues différentes. Après manipulations, un engin au centre de la salle projette un hologramme représentant des molécules et des atomes. Le Dr Jackson en conclut qu'il s'agissait d'une forme d'écriture commune à toute la galaxie et qui permettait à ces 4 races de rédiger en commun leurs connaissances.
Un problème se pose : SG1 constate que le DHD est cassé, ils ne peuvent donc pas rentrer. De plus, une forte tempête a lieu et le château risque de s'effondrer d'un instant à l'autre. Pendant que Daniel fait des recherches sur la salle, l’équipe tente de réparer le DHD en l'alimentant grâce à la foudre.
Carter et Teal'c rentrent avec Ernest et Catherine, mais Jackson refuse d'abandonner ses recherches. Le colonel finit par le convaincre de partir, ils parviennent à traverser juste avant la fermeture du portail.
Finalement, le SGC essaye ultérieurement d'ouvrir un vortex vers la planète, mais sans succès, ce qui signifie que le château s'est effondré, et avec lui, la mystérieuse salle.

## Distribution
- Richard Dean Anderson : Jack O'Neill
- Amanda Tapping : Samantha Carter
- Christopher Judge : Teal'c
- Michael Shanks : Daniel Jackson
- Don S. Davis : George Hammond
- Elizabeth Hoffman : Catherine Langford
- Nancy McClure : Catherine Langford (jeune)
- Keene Curtis : Ernest Littlefield
- Paul McGillion : Ernest Littlefield (jeune)
- Duncan Fraser : Professeur Langford
- Gary Jones : Walter Harriman